# Puk (księżyc)
Puk (Uran XV ) – największy wewnętrzny księżyc Urana. Spośród księżyców odkrytych przez sondę Voyager 2 jedynie Puk został zaobserwowany na tyle wcześnie, że mogła ona zostać zaprogramowana do szczegółowego sfotografowania go.
Jest on szóstym co do wielkości księżycem Urana, znacznie mniejszym od piątej Mirandy. Orbita Puka jest umiejscowiona wewnątrz jej orbity, a także wewnątrz odkrytego w 2003 roku pierścienia mi, najbardziej zewnętrznego pierścienia planety.
W celtyckiej mitologii i angielskim folklorze, Puk jest psotnym chochlikiem, przez chrześcijan wyobrażanym jako demon zła. Nazwa księżyca pochodzi od Puka, postaci ze sztuki Sen nocy letniej Szekspira, w której razem z elfami podróżuje nocami dookoła świata.